# Notre-Dame (Freiburg)

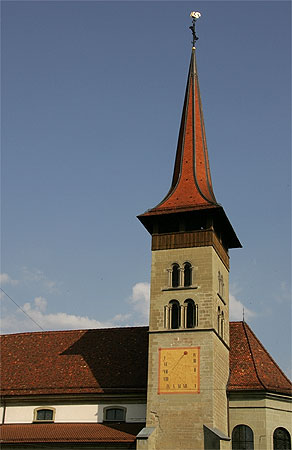
Turm von Notre-Dame

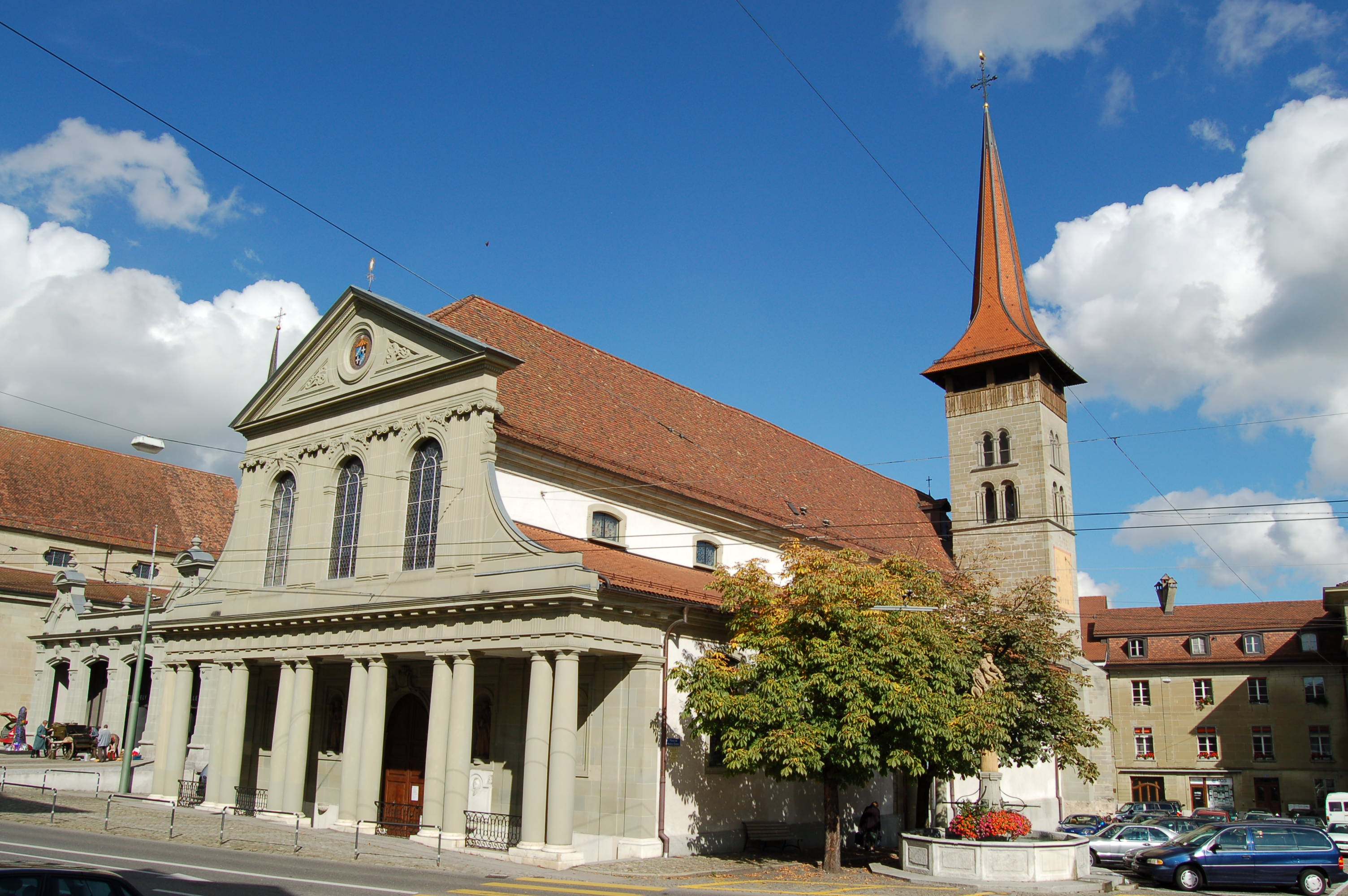
Westfassade

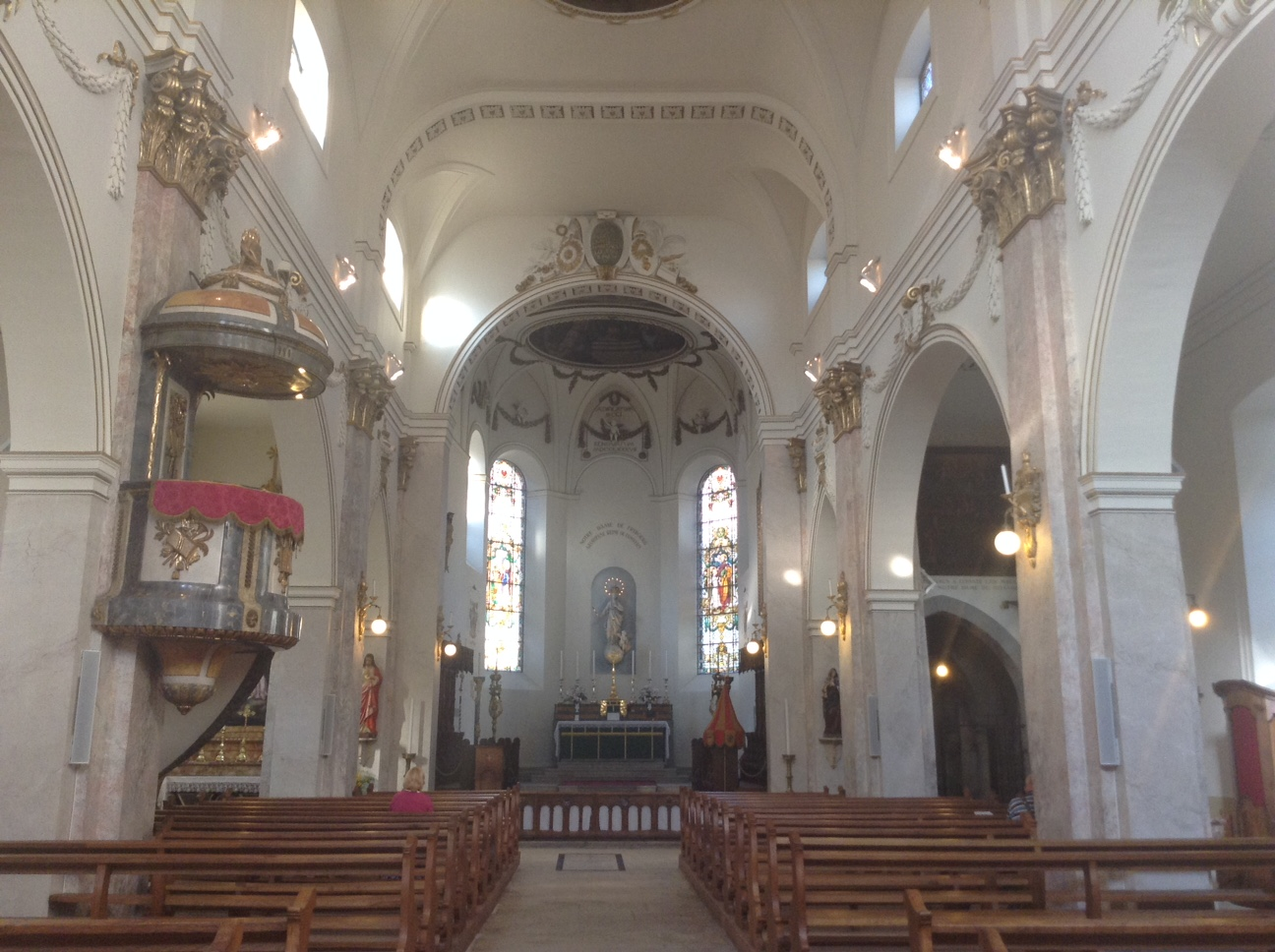
Inneres der Basilika

Die Kirche Unserer Lieben Frau (Liebfrauenkirche, frz. Notre-Dame) ist die älteste Kirche der Schweizer Stadt Freiburg im Üechtland, Kanton Freiburg. Die zum Bistum Lausanne, Genf und Freiburg gehörende Kirche wurde 1932 von Papst Pius XI. in den Rang einer Basilica minor erhoben.

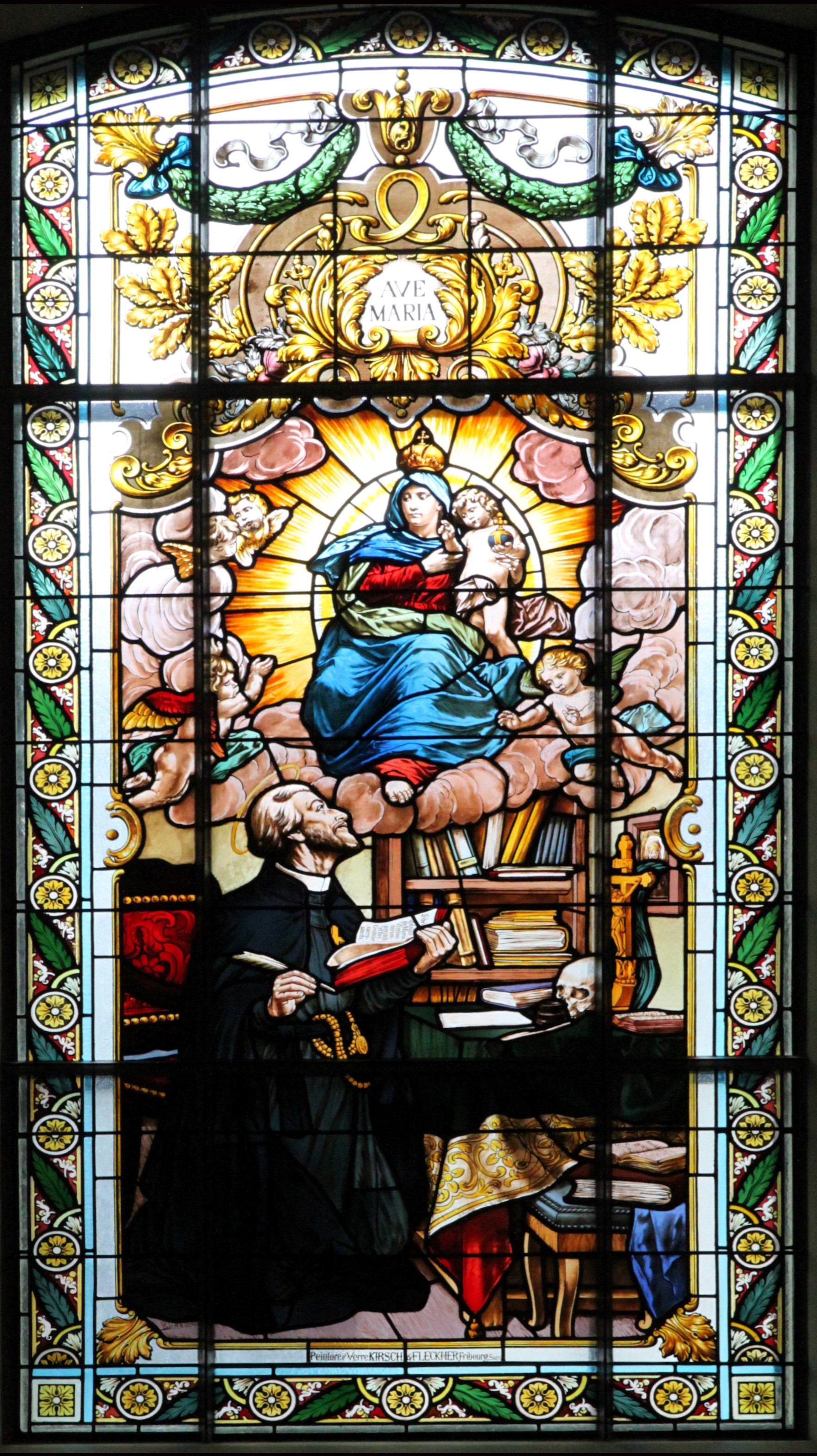
Glasmalerei mit dem Heiligen Petrus Canisius und Mariä Himmelfahrt. Kirsch & Fleckner, 1897

## Geschichte
Die romanische Kirche stammt aus dem 12. Jahrhundert und befindet sich in der Nähe der Zähringerbrücke. Von 1785 bis 1787 wurde die Fassade und das Innere barock-klassizistisch umgestaltet. Die Kirche war bereits des Öfteren vom Abriss bedroht, konnte jedoch bisher immer gerettet werden. Seit 1968 ist sie im Besitz der Fondation Basilique Notre-Dame, in deren Auftrag umfassende Konservierungsarbeiten ausgeführt worden sind, zuletzt von 1991 bis 2011. Ein Glasfenster von Kirsch & Fleckner, 1897, stellt den heiligen Petrus Canisius und Mariä Himmelfahrt dar.

## Orgel
Eine Orgel gibt es in Notre-Dame seit 1501. Im Zuge der Umgestaltung der Kirche am Ende des 18. Jahrhunderts wurde 1786 auch ein Instrument von Joseph Anton Mooser in einem Gehäuse von Dominique Martinetti fertig gestellt. 1916 wurde diese Orgel durch ein neues Instrument, von Henri Wolf-Giusto in das alte Gehäuse eingebaut, ersetzt. 1948 wurde diese Orgel nach Massonnens verkauft und seither wird die Kirchenmusik von einer elektronischen Wurlitzer-Orgel bestritten. Nach der 2011 beendeten Renovation entstand der Wunsch nach einer neuen Orgel. 2017 wurden die Pläne konkret: Die Orgelmanufaktur Blumenroeder aus Haguenau im Elsass soll eine neue Orgel mit 35 Registern auf drei Manualen und Pedal in ein Gehäuse bauen, das zum Stil der Kirche, dem Louis-seize-Stil, passt. Die Gesamtkosten werden auf etwa 935'000 Franken veranschlagt. Davon sind bisher etwa 650'000 Fr. aufgebracht.

## Glocken
Im Kirchturm hängen vier historische Glocken:
| Glocke | Giesser                      | Gussjahr | Durchmesser | Schlagton* |
| ------ | ---------------------------- | -------- | ----------- | ---------- |
| 1      | Hensli Follare, Fribourg     | 1456     | 1255 mm0    | f’         |
| 2      | ?                            | 14. Jh.  | 930 mm      | h’         |
| 3      | Hans Wilhelm Klely, Fribourg | 1706     | 435 mm      | a’’        |
| 4      | Hensli Follare, Fribourg     | 15. Jh.  | 410 mm      | c’’’       |

## Neapolitanische Weihnachtskrippe
Im Innenraum befindet sich eine neapolitanische Krippe mit 75 Figuren, die ältesten davon aus dem 18. Jahrhundert. Dargestellt sind auf der linken Seite die Verkündigung an die Hirten, in der Mitte die Geburt Christi mit Maria und Josef sowie dem Zug der Heiligen Drei Könige und rechts Situationen aus dem Alltagsleben, und zwar eine Taverne sowie eine Markt- und Strassenszene. In den 1930er Jahren richtete Monseigneur John Rast (1895–1981), ehemaliger Rektor der Liebfrauenbasilika und Chorherr, einen «Krippenfonds» ein. 1940 konnte bei einem römischen Antiquar eine neapolitanische Krippe für 2500 Franken erworben werden. Diese Krippe wurde mit Dekor erweitert.
Die neapolitanische Weihnachtskrippe ist ganzjährig in der Liebfrauenkirche zugänglich.

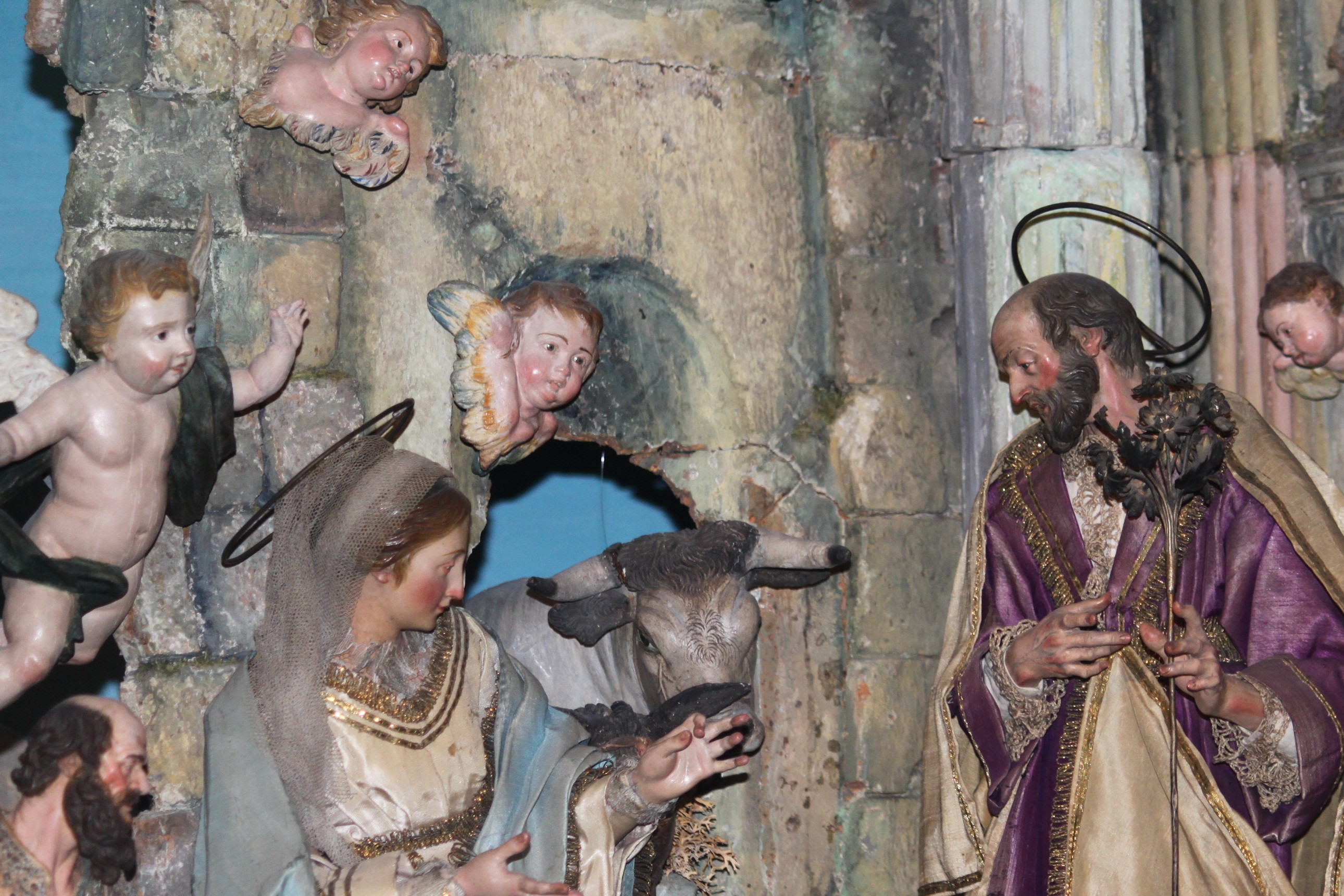
Geburt Christi mit Maria, Josef und dem Ochsen
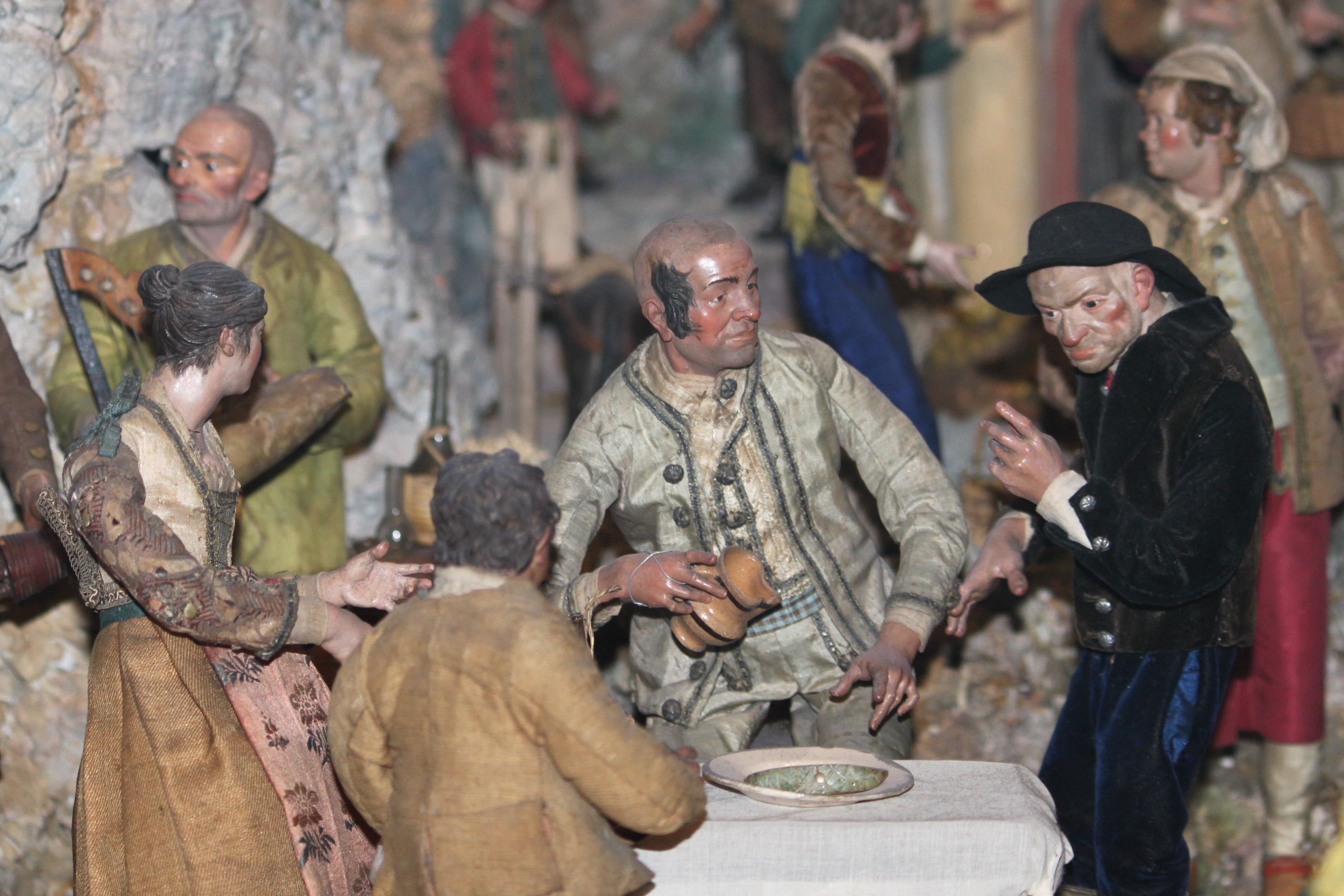
Taverne
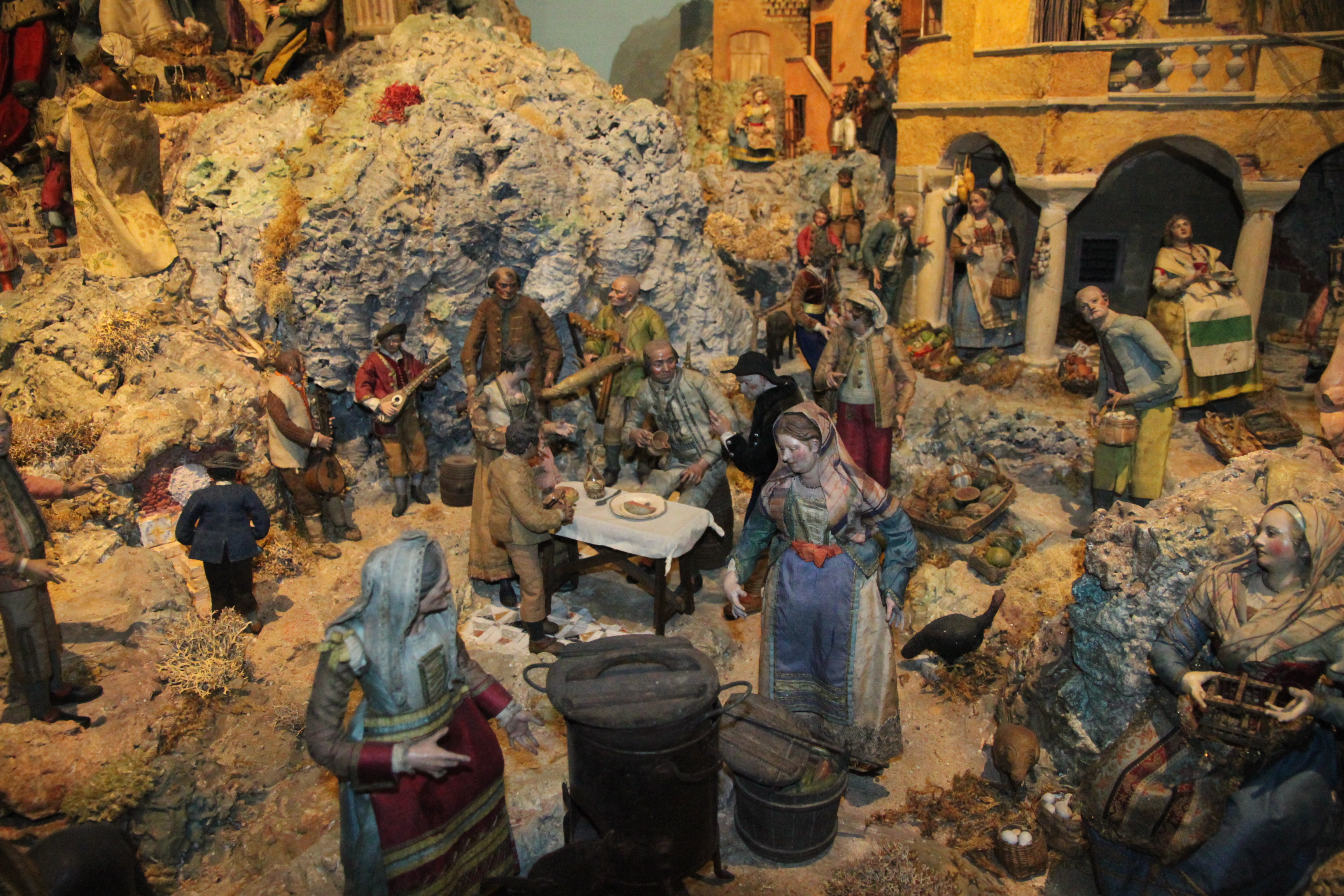
Strassenszene
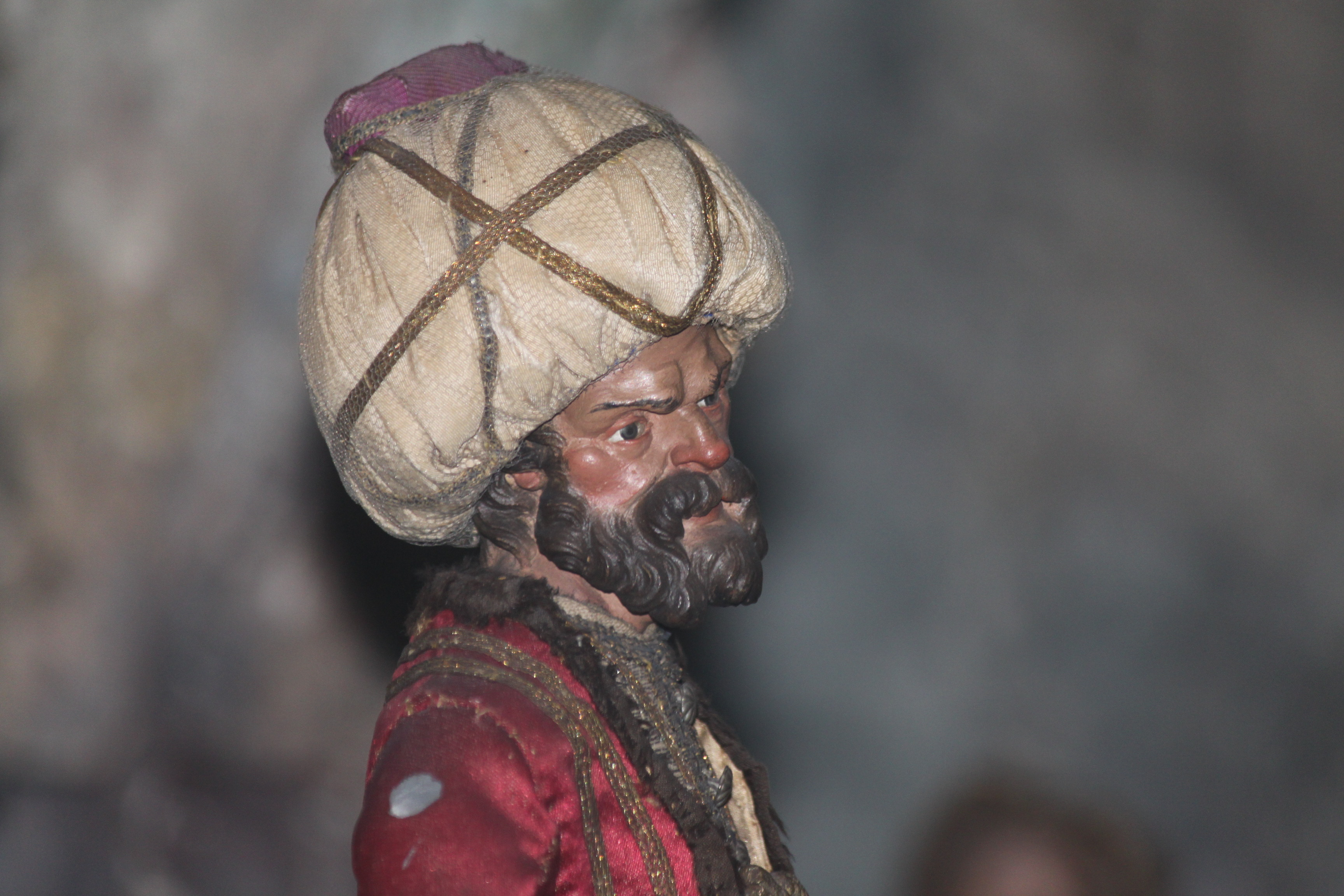
König/Weiser aus dem Morgenland
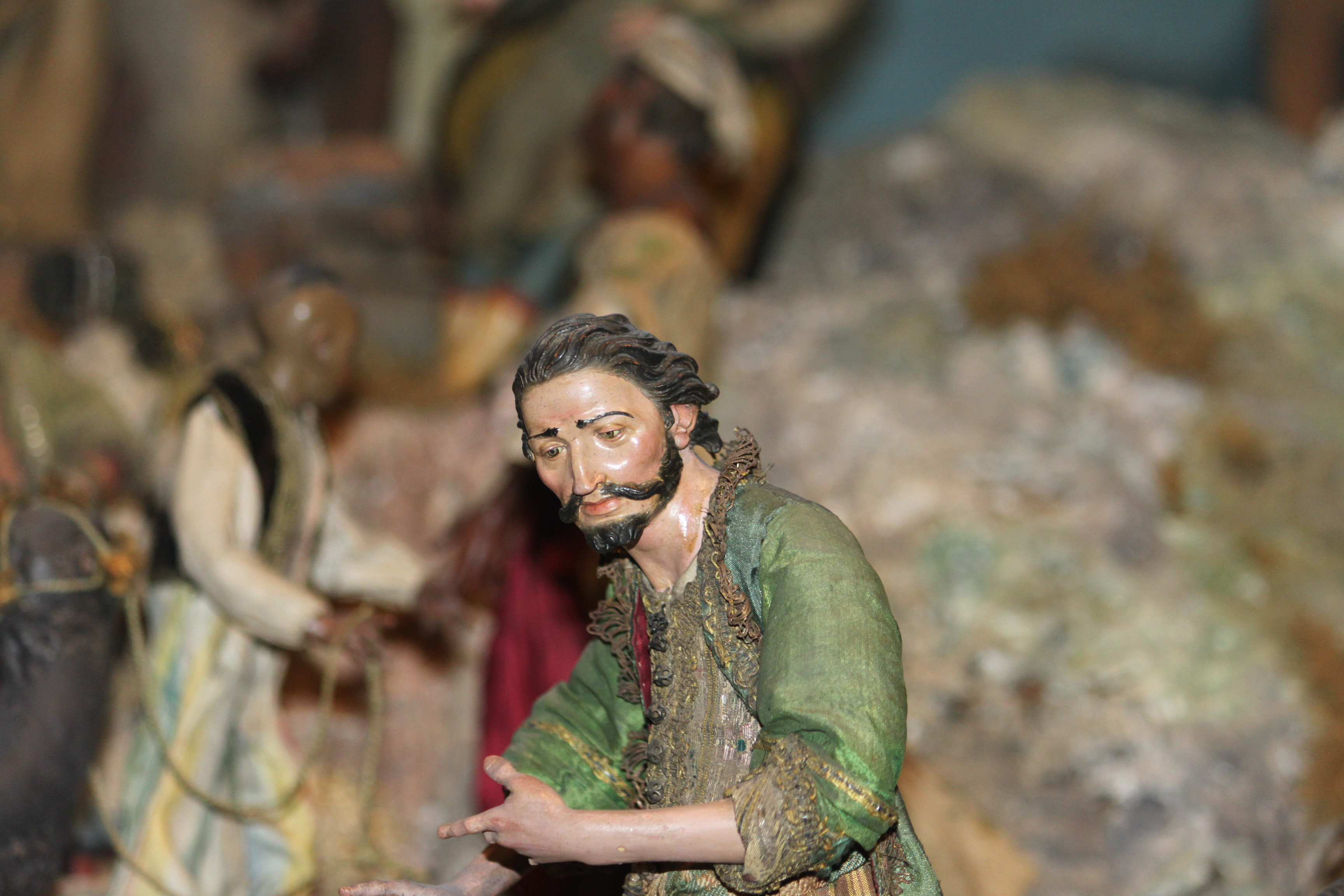
Herr aus dem Zug der Könige
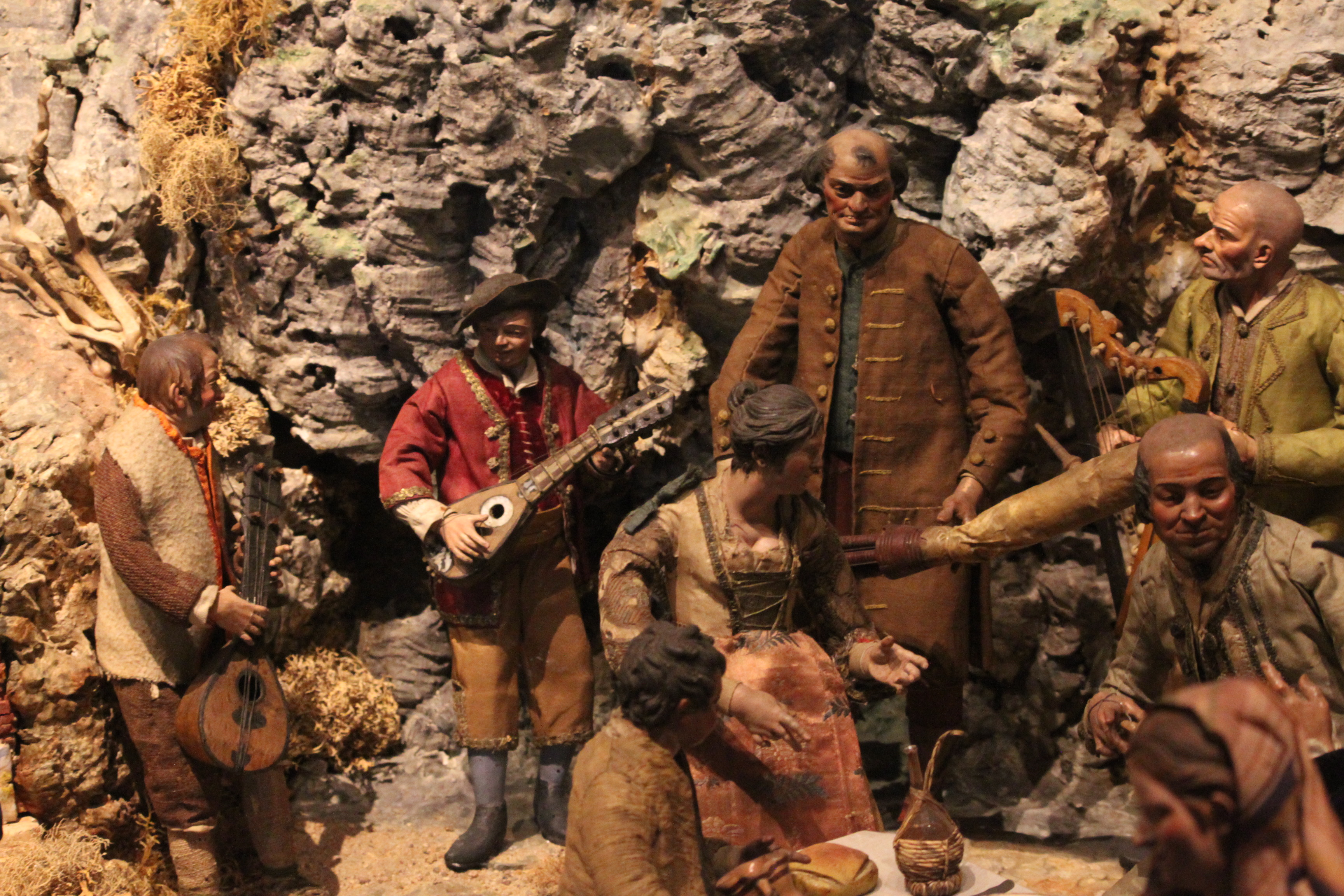
Musiker in der Taverne
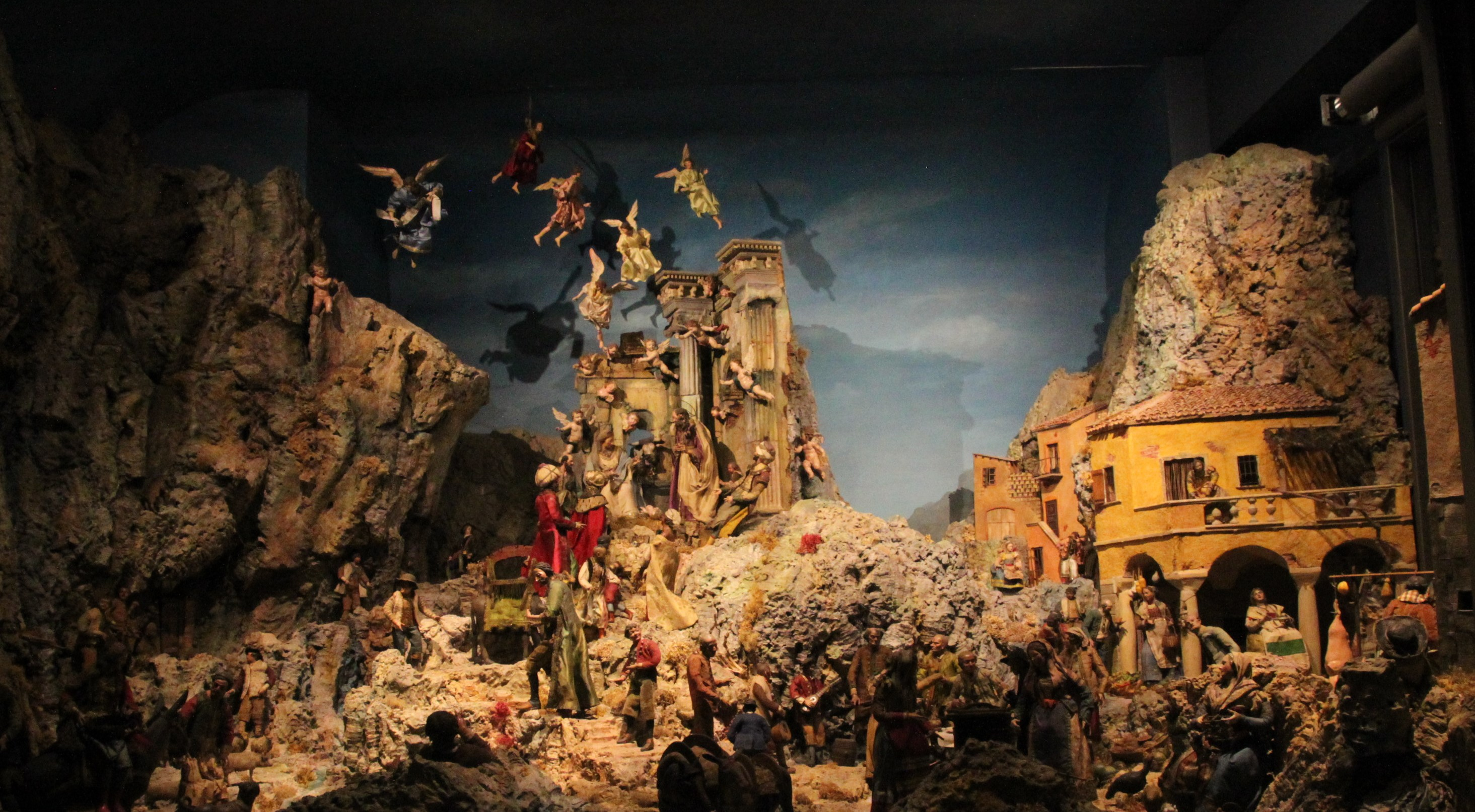
Übersicht: Neapolitanische Weihnachtskrippe
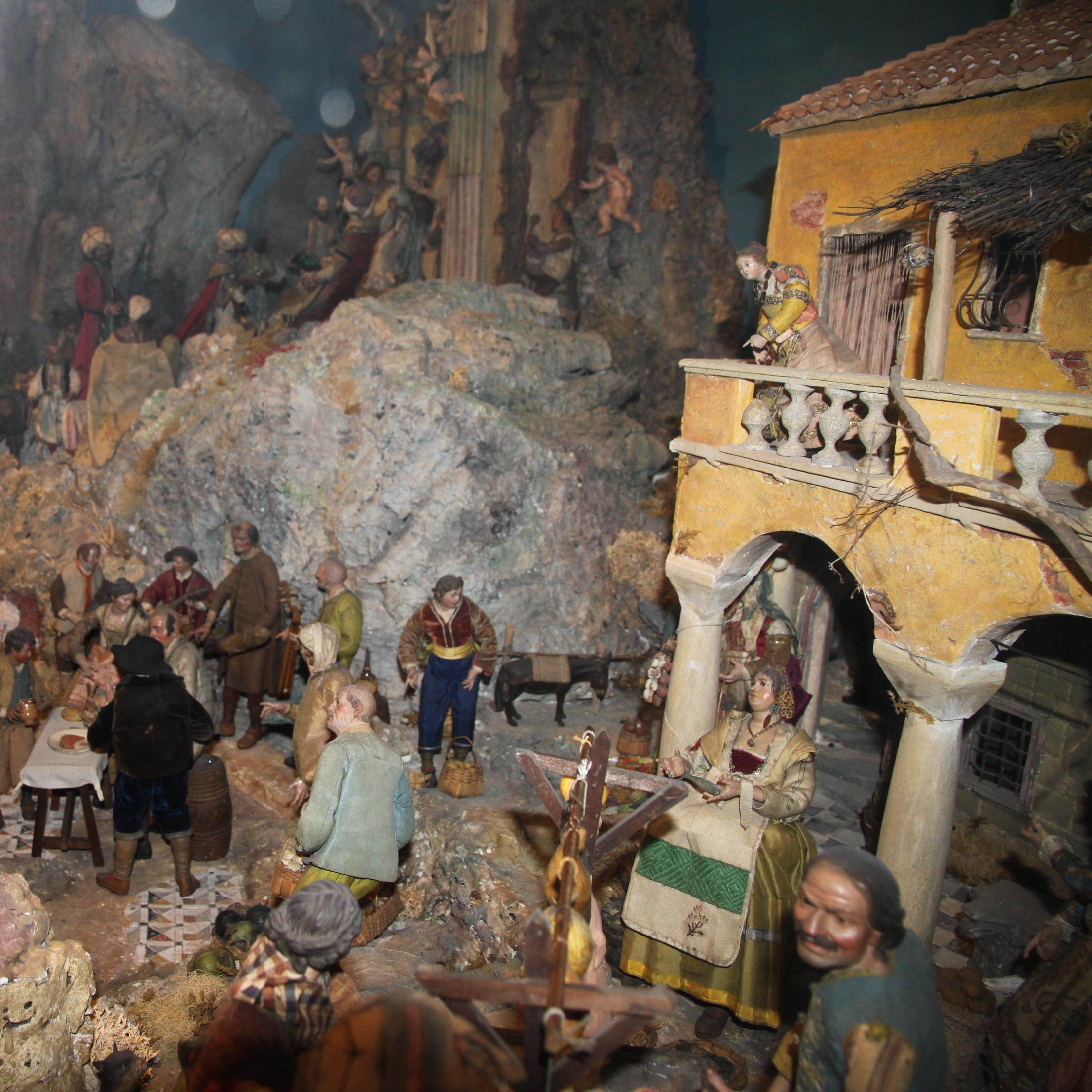
Strassenszene der Krippe